# 18836 Raymundto
18836 Raymundto è un asteroide della fascia principale. Scoperto nel 1999, presenta un'orbita caratterizzata da un semiasse maggiore pari a 2,2221270 UA e da un'eccentricità di 0,0811827, inclinata di 3,79330° rispetto all'eclittica.